# Вишковце на Ипељу
Вишковце на Ипељу (слч. Vyškovce nad Ipľom) насељено је мјесто са административним статусом сеоске општине (слч. obec) у округу Љевице, у Њитранском крају, Словачка Република.

## Становништво
| Година:    | 1994. | 2004.   | 2014.   | 2024.   |
| ---------- | ----- | ------- | ------- | ------- |
| Број људи: | 711   | 700     | 664     | 652     |
| Разлика:   |       | -1,54 % | -5,14 % | -1,80 % |

| Година:    | 2023. | 2024.   |
| ---------- | ----- | ------- |
| Број људи: | 657   | 652     |
| Разлика:   |       | -0,76 % |

Према подацима о броју становника из 2011. године насеље је имало 675 становника.